# استفان هگیس
استفان هگیس (انگلیسی: Stephen Hegyes؛ زادهٔ ۱ ژانویهٔ ۱۹۶۷) تهیه‌کننده اهل کانادا است. از جمله فیلم‌های به تهیه کنندگی او خوشحالی دوبرابر و صدای سفید اشاره کرد.

## زندگی
استفان از دانشگاه بریتیش کلمبیا در رشته هنرهای زیبا فارغ‌التحصیل شد دوران حرفه ای خودش را با فیلم خوشحالی دوبرابر به کارگردانی مینا شوم محصول سال ۱۹۹۴ آغاز کرد. به همراه شوم در فیلم دیگری به نام او گفت رانندگی کن محصول سال ۱۹۹۷ همکاری کرد.
استفان سه جایزه لیو را در سال‌های ۲۰۰۹ و ۲۰۱۱ برای فیلم‌های پنجاه مرده متحرک و بدون اسلحه دریافت کرد.
در ۲۸ سپتامبر ۲۰۱۸ اعلام شد او دستیار تهیه‌کننده در پروژه جدید نتفلیکس به نام راهبه جنگجو می‌باشد.